# 戈爾巴尼夫卡 (博霍杜希夫區)
50°13′9″N 35°26′41″E / 50.21917°N 35.44472°E
霍爾巴尼夫卡（烏克蘭語：Горбанівка）是位於烏克蘭東部的村莊，由哈爾科夫州博霍杜希夫區的博霍杜希夫市鎮負責管轄。該村始建於1786年，面積0.48平方公里，海拔高度162米，2001年人口16，人口密度每平方公里33人。